# Carex lanceolata
Carex lanceolata är en halvgräsart som beskrevs av Francis M.B. Boott. Carex lanceolata ingår i släktet starrar, och familjen halvgräs.

## Underarter
Arten delas in i följande underarter:
- C. l. lanceolata
- C. l. laxa
- C. l. subpediformis